# Гелугпа
Гелу́г (тиб. དགེ་ལུགས་པ།, Вайли dge lugs pa) — традиция буддийского монастырского образования и ритуальной практики, основанная в Тибете ламой Чже Цонкапой (1357—1419). Известна в монгольском мире также как «жёлтая вера» (монг. шара шашин, бур. шара этигэл).

## Истоки Гелуг

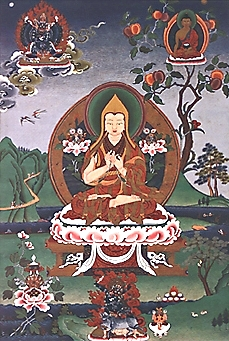
Изображение Чже Цонкапы

Непосредственным источником вдохновения для традиции Гелуг стала традиция тибетского буддизма Кадампа, основоположником которой является индийский учитель Атиша.
История буддизма изобилует выдающимися наставниками, из которых одним из величайших считается Цонкапа. Сочетая в себе совершенство йогической реализации с учёностью, он решительным образом реформировал буддизм у себя на родине, чем не только спас его от деградации, но и сохранил для будущих поколений последователей Будды во всём мире. Он вошёл в историю не только благодаря своим духовным и интеллектуальным достижениям, но и благодаря необычайной доброте к тибетскому народу.
Традиция гласит, что в одной из своих предыдущих жизней Цонкапа, будучи маленьким мальчиком, поднёс Будде Шакьямуни хрустальные чётки и взамен получил от него раковину. Обратясь к своему ученику Ананде, Будда предрёк, что мальчик переродится в Тибете и сыграет ключевую роль в возрождении его Учения — Дхармы. Будда добавил, что при посвящении мальчик получит имя Сумати Кирти, по-тибетски Лобзанг Драгпа.
Цонкапа, которого в Тибете почтительно называют Чжэ Ринпоче («Досточтимый и Драгоценный»), никогда не похвалялся личными духовными свершениями, и о глубине его медитативного опыта свидетельствовали лишь его случайные оговорки. Однако он не скрывал своих близких отношений с Буддой Манджушри, от которого напрямую получал наставления и которого мог видеть так же отчётливо, как и любого обычного человека. Пабонка Дечен Ньингпо, выдающийся учитель начала XX века, называл Цонкапу «Царём Дхармы трёх миров»; так же его почитали и другие тибетские мастера прошлого и настоящего. В литературе школы Гелуг имя Цонкапы обычно предваряется титулом «Всеведущий Наставник».

## Рождение Гелуг
Одной из главных целей письменных трудов, учений и практики Чжэ Цонкапы было очищение тибетского буддизма. Его очень беспокоили нарушения монашеской дисциплины, которые к тому времени стали обычным явлением в монастырях Тибета, неверные толкования Дхармы, а также деградация тантрической практики. В особенности он критиковал распространившиеся среди тибетских тантриков сексуальные практики, что, по его мнению, было несовместимо с высокими монашескими идеалами, о которых учил Будда.
Частично преобразования, задуманные Цонкапой, были направлены на создание новой традиции, которая, подобно её основателю, уделяла бы большое внимание строгому следованию правил Винайи, всестороннему изучению буддийской философии и тантрической практики, соответствующей монашеским обетам. Название основанной им школы — Гелуг — в переводе означает «Добродетель» и в полной мере отражает намерения родоначальника этой системы.

## Особенности традиции Гелуг
В традиции Гелуг особое внимание уделяется нравственности, монашеская дисциплина рассматривается как идеальная основа для религиозного образования и практики. Вследствие этого, подавляющее большинство лам Гелугпа — монахи, а наставник-мирянин в этой традиции — большая редкость.
Кроме того, в традиции считается, что серьёзная философская подготовка является необходимой предпосылкой для эффективной медитации, а, следовательно, как Тантра, так и Сутра подвергаются всестороннему анализу в ходе философских диспутов.
Как правило, учебный план в программе монастырского образования охватывает пять главных дисциплин: свод сутр о совершенстве мудрости (Праджняпарамита), философию Срединного Пути (Мадхьямика), теорию познания (Прамана), феноменологию (Абхидхарма) и монашескую дисциплину (Винайя). Эти предметы подлежат тщательному изучению с помощью диалектического метода, с использованием индийских текстов, а также индийских и тибетских комментариев к ним. При этом в каждом монастыре чаще всего используются свои учебные пособия. Обучение занимает от 15 до 20 лет. По завершении этого курса монаху присваивается учёная степень геше (доктора буддийской философии), одного из трёх уровней: дорампа, цогрампа или лхарампа, из которых наивысшей считается последняя.
Впоследствии по своему желанию геше может поступить в один из тантрических колледжей и таким образом завершить своё формальное обучение, или вернуться в свой монастырь в качестве преподавателя, либо поселиться в уединении для интенсивных занятий медитацией.
Монах, завершивший обучение и удостоенный степени геше, считается полностью квалифицированным и авторитетным духовным мастером, достойным преданности и уважения последователей.

## Учёные школы Гелуг

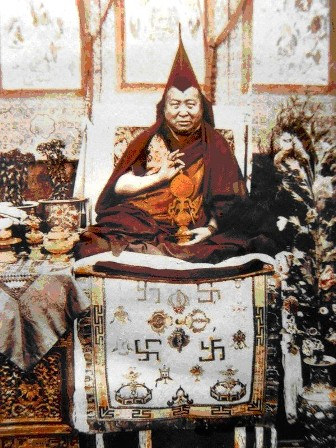
Чже Пабонка

Школа гелуг породила целую плеяду выдающихся религиозных лидеров, людей, воплотивших в себе провозглашённые Чжэ Цонкапой идеалы учёности и медитативной практики. Среди них был великий учёный Джамьянг Шэпа (1648—1721), автор наиболее влиятельных в гелугпе философских комментариев, и его перерождение Кёнчог Джигме Вангпо (1728—1791), известный такими трудами, как «Драгоценная гирлянда учений» и работа об уровнях бодхисаттв и о пяти буддийских путях под названием «Изложение уровней и путей, прекрасное украшение трёх Колесниц».
Среди других значимых для традиции фигур — Чанкья Ролпай Дордже (1717—1786), написавший фундаментальный труд «Изложение философских учений»; монгол Агван-Балдан (1797—1864), перу которого принадлежит авторитетный комментарий на «Обширное изложение учений» Джамьян Шэпы; а также известный учёный Пабонка Ринпоче (1878—1941).

## Монастыри Гелуг

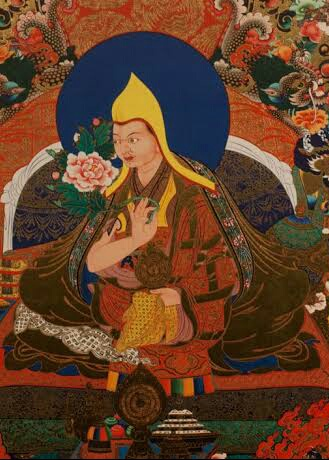
Гендун Друп

Цонкапа учредил ежегодный религиозный фестиваль, который с тех пор проводится в начале тибетского Нового года Лосара. Большой молитвенный фестиваль, или Монлам Ченмо, и по сей день отмечается в Тибете и тибетских общинах в других странах и является одним из основных религиозных праздников года.
После празднования первого Монлама несколько учеников Цонкапы, заботясь о здоровье своего наставника, попросили его сократить количество путешествий. В то время ему было пятьдесят два года. Они предложили построить для него монастырь, и он согласился. Цонкапа обратился с молитвами к образу Будды Шакьямуни относительно места для строительства монастыря и получил указание построить его возле Лхасы, в местечке Дрокри. Монастырь получил название Ганден (тибетский перевод санскритского «Тушита» — легендарной обители Будды Майтрейи). Цонкапа прибыл на место будущего монастыря с одним из своих учеников — Гендун Друбом (1391—1474), который посмертно был признан первым Далай-Ламой. Гендун Друб поручил двум другим ученикам руководить строительством, и основные здания монастыря были возведены за год. Официально монастырь открылся в 1409 году.
Позже Ганден, который был поделён на два факультета — Шарце и Жангце, превратился в огромный монастырский комплекс, в котором проходило обучение до четырёх тысяч монахов.
Затем в 1416 году Чжамьянг Чойчжэ Траши Пелден основал монастырь Дрепунг. Было время, когда в нём имелось семь отделений, но позже они слились и образовали четыре: Лосэлинг, Гоманг, Дэянг и Нгагпа. В наши дни существуют лишь два: Дрепунг Лосэлинг и Дрепунг Гоманг.
Другой духовный последователь Цонкапы Джамчен Чёдже Шакья Йеше в 1419 году основал монастырь Сэра. Сэра первоначально состоял из пяти факультетов, которые впоследствии объединились в два — Сэра-Чжэ и Сэра-Мэ.
Гьялва Гендун Друп, Первый Далай-лама, в свою очередь, в 1447 году основал монастырь Ташилунпо в Шигадзе. Позже этот монастырь стал резиденцией Панчен-лам, которые являются вторыми по значимости духовными иерархами Гелуг. Нижний тантрический колледж Гьюдме был учреждён Дже Шерабом Сангье в 1440 году, Верхний тантрический колледж Гьюдте основал Гьючен Кунга Дондуп в 1474 году.
В расположенных в окрестностях Лхасы монастырях Ганден, Дрепунг и Сэра в период их расцвета обучалось более пяти тысяч монахов в каждом. При этом, по меньшей мере, по пятьсот человек получали духовное образование в тантрических колледжах. В эти учебные заведения стекались юноши из всех провинций Тибета, чтобы получить монашеское образование и заняться духовной практикой.
В 1577 году на месте рождения Цонкапы в тибетской провинции Амдо (ныне провинция Цинхай, КНР) был основан монастырь Кумбум, а полтора века спустя монастырь Лабранг (ныне на территории провинции Ганьсу). Лабранг, где находятся шесть буддистских институтов, и по сей день играет важную роль как образовательный центр Гелуг.
Ганден, Дрепунг и Сэра стали тремя главными монастырями школы Гелуг и на протяжении столетий служили оплотом всей линии преемственности традиции Цонкапы. В 1959 году в монастыри вторглись китайские войска, а Ганден был практически полностью разбомблен. Однако традиция Гелуг продолжает динамично развиваться даже после репрессий времён Культурной революции. Основные монастыри — Сэра, Дрепунг Лосэлинг, Дрепунг Гоманг, Ганден и Ташилунпо, — а также тантрический колледж Гьюдмэд, были восстановлены в Индии, в различных тибетских поселениях в Карнатаке. Тантрический колледж Гьюдте вновь открылся в Бомдиле, штат Аруначал Прадеш. С начала 1980-х годов на территории Китая также наблюдается активное возрождение тибетских буддийских традиций. Многие монастыри и храмы были восстановлены, переданы религиозным общинам и сейчас вновь ведут активную деятельность.

## Рантонг и прасангика Гелуг
Рантонг как воззрение школы Гелуг не соответствует Рантонг как нигилистическому отрицанию нирванических проявлений, являющемуся предметом критики в Жентонг. Основатель школы Гелуг утверждал: «Пустота — отсутствие самобытия, собственной сущности явлений — не отличается во всех вещах, но тот предмет, в связи с которым она созерцается (в Калачакре), представляет собой не скандху, состоящую из атомов, а образ пустой формы. По следующей причине: если постигающий пустоту ум и его проявление — пустую форму превратить в нераздельные тело и ум, осуществляется тело Мудрости, а тело, состоящее из атомов, в тело Мудрости не превращается. Также пустота здесь — не всякая (определённая) при исследовании; она представляет собой отрицание пустоты как не-существования всего: нигилистического понимания вследствие неправильного способа исследования»

## Традиция Гелуг сегодня
Традиция философского и медитативного образования, основанная Цонкапой, продолжает своё развитие и в наши дни — в монастырях Гелуг, вновь открытых тибетскими беженцами в Индии, монастырях гималайских народов, исповедующих тибетский буддизм (народы Непала, Бутана, народы Ладакха, Монпа, Сиккима в Индии), в центрах тибетского буддизма по всему миру, а также и в самом Тибете.
В Монголии буддизм школы Гелуг также развивается.(см. Буддизм в Монголии)
В России буддизм школы Гелуг, получивший распространение ещё несколько столетий назад в Бурятии, Калмыкии и Тыве, сегодня возрождается усилиями местных лам, в том числе получивших образование в Монголии, тибетских монастырях в Индии (Гоман, Гьюто, Намгьял), а также благодаря неустанным трудам тибетских учителей.